# مایکل آنگارانو
مایکل آنگارانو (به انگلیسی: Michael Angarano) (زاده ۳ دسامبر ۱۹۸۷) یک بازیگر آمریکایی است.
از نقش‌آفرینی‌های او می‌توان به بازی در فیلم برای ثروتمند یا فقیر و وایلد کارد و کارگردانی فیلم ساکرامنتو اشاره کرد.

## زندگی
آنگارانو در بروکلین، شهر نیویورک از مایکل و دورین آنگارانو متولد شد. او دو خواهر و یک برادر کوچکتر دارد. او اصالت ایتالیایی دارد.
از سال ۲۰۰۵ تا اوایل سال ۲۰۰۹، آنگارانو با بازیگر آمریکایی کریستن استوارت رابطه داشت. او سپس از سال ۲۰۱۳ تا ۲۰۱۶ با بازیگر انگلیسی جونو تمپل قرار می‌گذاشت.
در سپتامبر ۲۰۱۹، او رابطه خود را با بازیگر آمریکایی مایا ارسکین تأیید کرد. در ۲ نوامبر ۲۰۲۰، این زوج فاش کردند که نامزد کرده‌اند و در انتظار یک فرزند هستند. پسر آنها در سال ۲۰۲۱ به دنیا آمد. این دو تا اوایل سال ۲۰۲۴ ازدواج کردند. از آوریل ۲۰۲۴، این زوج در انتظار فرزند دوم خود، یک دختر هستند.

## فیلم‌شناسی
فهرست برخی از فیلم‌هایی که مایکل آنگارانو در آنها به ایفای نقش پرداخته است:
- برای ثروتمند یا فقیر
- وایلد کارد
- پادشاهی ممنوعه
- بی‌استفاده
- ایرلندی نگون‌بخت
- آزمایش زندان استنفورد
- جشن
- یه چیز دیگه
- کارخانه گرد و غبار
- جنتلمن‌های برونکوس
- فصل پایانی